# Palms Casino Resort
 (novembre 2019).
Si vous disposez d'ouvrages ou d'articles de référence ou si vous connaissez des sites web de qualité traitant du thème abordé ici, merci de compléter l'article en donnant les références utiles à sa vérifiabilité et en les liant à la section « Notes et références ».
Le Palms Casino Resort (en abrégé Palms) est un hôtel-casino de Las Vegas. Il appartient à la famille Maloof.
Il est situé sur Flamingo Road, à l'ouest du Strip (Las Vegas), près du Rio hotel-casino.
L'hôtel est composé de deux tours : la Palms Hotel Tower, construite en 2001 et qui mesure 126 mètres (413 pieds), et la Fantasy Tower, qui est une expansion du complexe hôtelier Palms qui a ouvert ses portes en 2006. La Fantasy Tower mesure 139 mètres (457 pieds) pour 40 étages.
Dans le casino on trouve 2400 machines-à-sous et 55 tables de jeu. On trouve, au Palms, des restaurants (l'Alizé, le Nine Steakhouse, le Little Buddha, le Blue Agave, Garduno's of Mexico, ...) ; des boîtes de nuit (le Rain nightclub, le Moon nightclub, le Playboy Club et le Ghostbar). Il y a aussi une salle de paris pour les sports (Sportbook), un spa et une piscine.

## Historique
Conçu par Jon Jerde, le Palms a ouvert ses portes le 15 novembre 2001.
En octobre 2005, une seconde tour, la Fantasy Tower, a été inaugurée. Elle a coûté 600 millions de dollars.
Une troisième tour, appelée Palms Place, est en construction.
Britney Spears et son ami Isaac Cohen ont passé une nuit à 40 000 dollars dans cet hôtel en janvier 2007.